# Estació de Montmeló Nord
Montmeló Nord és una estació de ferrocarril en projecte que s'ubicarà al nord-est del municipi de Montmeló, a la comarca del Vallès Oriental. A l'estació hi pararan trens de la línia R3 i de la futura línia Orbital Ferroviària (LOF), i se situarà just al costat del Circuit de Montmeló, al nord-est del nucli urbà de Montmeló.

## Serveis ferroviaris
| Rodalia de Barcelona      |                   |               |                        |                        |
| Procedència/Destinació    | <                 | Línia         | >                      | Procedència/Destinació |
| Projectat                 |                   |               |                        |                        |
| L'Hospitalet de Llobregat | Parets del Vallès | obres         | Granollers- Canovelles | Vic                    |
| Mataró                    | Granollers Centre | Línia Orbital | Parets del Vallès      | Vilanova i la Geltrú   |